# Bazigar jezik
Bazigar jezik (ISO 639-3: bfr), dravidski jezik kojim popisom iz (1981) govori 58 200 ljudi, od 800 000 etničkih koji žive na području indijskih država Haryana, Gujarat, Himachal Pradesh, Punjab; Jammu i Kashmir, Madhya Pradesh i Karnataka, kao i u Delhiju i Chandigarhu.
Bazigarski je jedan od 6 neklasificiranih dravidskih jezika. Tradicionalno Bazigari su bili nomadi.

## Vanjske poveznice
- Ethnologue (14th)
- Ethnologue (15th)